# Privolni (Kavkàzskaia)
|  | Per a altres significats, vegeu «Privolni». |

Privolni - Привольный (rus) - és un khútor del krai de Krasnodar, a Rússia. Es troba a la vora esquerra del Txelbas, davant de Vnukovski. És a 15 km al nord-oest de Kropotkin i a 128 km al nord-est de Krasnodar.
Pertanyen a aquest khútor els khútors de Vostotxni, Vnukovski, Kràsnaia Zvezdà, Poltavski i Pribrejni.